# Maliattha perrieri
Maliattha perrieri là một loài bướm đêm trong họ Noctuidae.